# Ferruccio Sansa
Ferruccio Sansa (Savona, 9 settembre 1968) è un giornalista e politico italiano.

## Biografia
Figlio del giudice Adriano Sansa, sindaco di Genova per il centro-sinistra dal 1993 al 1997, e di sua moglie Maria Carla Perrone, è cresciuto a Genova, dove si è laureato in Giurisprudenza. Dopo la laurea è stato ammesso alla Scuola di Giornalismo Walter Tobagi dell'Università degli Studi di Milano.

### Attività giornalistica
Nel 1995 ha iniziato la sua carriera di giornalista al Messaggero, a Roma. È stato poi assunto al quotidiano La Repubblica, dove ha lavorato al 2000 al 2006, prima presso la redazione di Roma e poi presso quella di Milano. Nel 2006 torna a Genova come inviato de Il Secolo XIX e poi a Torino come inviato speciale de La Stampa; dal 2010 lavora per Il Fatto Quotidiano, prima come Responsabile del settimanale Il Lunedì e poi come inviato speciale.
Ha inoltre collaborato con testate italiane e straniere come MicroMega, Airone, Bell'Italia, The Guardian (Inghilterra), Geo (Germania). È intervenuto in programmi televisivi e radiofonici italiani e stranieri (RAI, LA7, Mediaset, Bbc, France2, Radio Popolare).
Si è occupato, tra l'altro, di terrorismo internazionale (attentati di Londra e Nizza), ha seguito l'inchiesta sulla Banca Antonveneta, ha denunciato per primo lo scandalo dei rapimenti compiuti dalla CIA in Italia (il Caso Abu Omar, insieme a Giuseppe D'Avanzo e Carlo Bonini). Ha portato allo scoperto, con il collega Marco Menduni, l'affare dei 98 miliardi di euro di tributi evasi dalle concessionarie delle slot machine. Ha realizzato inchieste sulla corruzione (gli scandali bancari del 2005, le inchieste su Silvio Berlusconi e lo scandalo Ruby) e i rapporti tra politica e mondo degli affari (i 49 milioni di euro della Lega). Ha scritto reportage sulle infiltrazioni mafiose in Emilia Romagna, Lombardia, Veneto e Trentino.
In Liguria ha realizzato inchieste sulla cementificazione del territorio, le infiltrazioni mafiose nel Ponente e l’inquinamento della centrale a carbone di Vado. Si è anche occupato di scandali di pedofilia e delle vicende della Banca Carige.

### Attività politica
Il 15 luglio 2020 il centro-sinistra annuncia di voler candidare Sansa a presidente della regione Liguria alle elezioni in programma nel successivo mese di settembre. Il giornalista ha il sostegno di Partito Democratico, Articolo Uno, Movimento 5 Stelle, Linea Condivisa, Sinistra Italiana, Europa Verde, Demos, èViva, Centro Democratico, Lista Gianni Crivello, Possibile: interrompe così la collaborazione con Il Fatto Quotidiano. È appoggiato ufficialmente da 5 liste: Partito Democratico-Articolo Uno, Movimento 5 Stelle, Linea Condivisa Sinistra per SANSA (consiglieri regionali dell’omonimo gruppo, Sinistra Italiana, èViva di Luca Pastorino e altri), Europa Verde-Demos-Centro Democratico e la sua civica Ferruccio SANSA PRESIDENTE. Raccogliendo il 39% dei consensi elettorali, viene sconfitto dal Governatore uscente Giovanni Toti (56%); la sua lista civica raccoglie il 7,14% eleggendo 2 consiglieri e risultando la terza della coalizione per numero di voti dietro a PD (19%) e M5S (7,78%). Tuttavia nel corso della legislatura da leader dell'opposizione finisce sempre più isolato dalle altre forze politiche che spesso non condividono le sue battaglie oltranziste.
Sansa, dopo aver partecipato a una conferenza programmatica di Europa Verde a Roma, in vista delle elezioni comunali di Genova del 2022, a sostegno del candidato del centro-sinistra Ariel Dello Strologo, presenta Europa Verde con Sansa - Linea Condivisa, lista rossoverde che raggruppa appunto i Verdi, con cui la componente civica della Lista Sansa ha firmato un passo federativo, e la formazione regionale di Gianni e Luca Pastorino. A La Spezia con Europa Verde, Sinistra Italiana e Linea Condivisa forma la lista LeAli a Spezia a sostegno di Piera Sommovigo (7,22% e 2 eletti) mentre a Chiavari Sansa e Pastorino con Sinistra per Chiavari appoggiano Mirko Bettoli (1,28%).
Alle elezioni primarie del PD del 2023 sostiene la mozione di Elly Schlein, deputata del PD, pur non aderendovi, che risulterà vincente con il 53,75% dei voti.
A seguito delle dimissioni di Giovanni Toti, si candida alle regionali anticipate dell'ottobre 2024, venendo incluso nella lista di Alleanza Verdi e Sinistra per la provincia di Genova a sostegno di Andrea Orlando. Tuttavia, con 3.741 preferenze, ottiene il secondo posto in suddetta lista, non risultando rieletto. In seguito a tale esito, Sansa ha annunciato il proprio ritiro dalla politica.

## Opere
- Se ci fossimo parlati, Collana Oblò, De Ferrari & Devega, 2001, ISBN 978-88-717-2345-7.
- I ragazzi di Satana. La setta delle "bestie": alla scoperta di un'Italia sconosciuta, Collana Saggi, Milano, BUR, 2005, ISBN 978-88-170-0631-6.
- Milano da morire. Ex capitale morale, ex milano-da-bere, ex passerella d'Italia. Indagine sugli scandali, le paure e le speranze di una città inquinata, caotica, stanca. Che non si è ancora arresa, Collana Futuropassato, Milano, BUR, 2007, ISBN 978-88-170-1634-6.
- Il Partito del cemento. Politici, imprenditori, banchieri. La nuova speculazione edilizia, con Marco Preve, Prefazione di Marco Travaglio, Collana Principioattivo, Milano, Chiarelettere, 2008, ISBN 978-88-619-0011-0.
- La colata. Il partito del cemento che sta cancellando l'Italia e il suo futuro, con Andrea Garibaldi, Antonio Massari, Giuseppe Salvaggiulo, Collana Principioattivo, Milano, Chiarelettere, 2010, ISBN 978-88-619-0108-7.
- Il sottobosco. Berlusconiani, dalemiani, centristi uniti nel nome degli affari, con Claudio Gatti, Collana Principio attivo, Milano, Chiarelettere, 2012, ISBN 978-88-619-0286-2.
- Undici per la Liguria. Raccolta di racconti per ricordare le vittime delle alluvioni a Genova, Einaudi, 2015, ISBN 978-88-062-2668-8.
- Fatti di Genova. Istantanee di una terra che resiste, Milano, Baldini+Castoldi, 2020, ISBN 978-88-938-8370-2.

### Documentari
- Corrado Augias, Le Storie - Diario Italiano: Intervista Ferruccio Sansa e Marco Preve, Rai 3, 4 ottobre 2010. URL consultato il 26 marzo 2016.